# Sky Ireland
A Sky Ireland Limited é uma subsidiária da Sky Group, de propriedade da Comcast, e fornece serviços de televisão, internet e telefonia na Irlanda. Sua sede corporativa está em Dublin, que foi inaugurada por Taoiseach Enda Kenny em 18 de janeiro de 2013. Os serviços de banda larga da Sky não têm limite e são ilimitados. A Sky Ireland emprega cerca de 900 funcionários em Dublin.

## História
- A Sky Television começou a transmitir na Irlanda em 10 de agosto de 1992 e a Sky Multichannels começou em 7 de março de 1994.
- Em 1998, a Sky Digital lançou os seus serviços de televisão digital na Irlanda.
- A Sky Ireland fornece feeds de exclusão dos principais canais de televisão Sky, que incluem Sky Max, Sky Sports, Sky News e Sky Atlantic.
- Sky Media Ireland é o braço de vendas de mídia da Sky Ireland. Eles vendem oportunidades de publicidade em todos os canais de propriedade integral da Sky, incluindo Sky Max, Sky Witness, Sky Atlantic, Sky News e Sky Sports. Além disso, vendem em nome de parceiros de mídia, incluindo Viacom International Media Networks Europe e Discovery Networks Northern Europe.
- A Sky operou uma versão irlandesa do Sky News chamada Sky News Ireland de 2004 a 2006.
- Em janeiro de 2013, a empresa contava com 500 trabalhadores trabalhando em seu contact center, com um possível aumento de 1.000 até o final do ano. O presidente-executivo da BSkyB, Jeremy Darroch, anunciou em 18 de janeiro de 2013 que a Sky Ireland investiria mais 1 bilhão de euros nos próximos cinco anos na Irlanda.[5]
- Em setembro de 2013, a Sky Ireland empregava agora 800 pessoas na sua base em Dublin. A Sky Ireland confirmou que esperava investir 1,25 mil milhões de euros na expansão para o mercado irlandês com produções específicas irlandesas e na expansão da sua existente empresa irlandesa de telecomunicações.[6]
- Em outubro de 2013, a Sky Ireland lançou um serviço sob demanda para seus clientes irlandeses.
- Em dezembro de 2013, a Sky lançou o maior serviço de catch-up TV da Irlanda.
- Em 2017, o NOW foi lançado na República da Irlanda.

## Telecomunicação

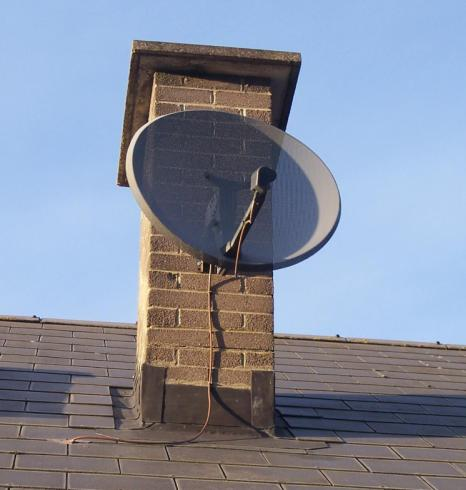
Parabólica da Sky

### Transmissão
Quando a Sky Digital foi lançada em 1998, o novo serviço utilizava o satélite Astra 2A que estava localizado na posição orbital 28,5°E, ao contrário do serviço analógico que era transmitido a partir de 19,2°E. Isto foi posteriormente seguido por mais satélites Astra, bem como o Eurobird 1 da Eutelsat (agora Eutelsat 28A a 28,5°E), permitindo à empresa lançar um novo serviço totalmente digital, Sky, com potencial para transportar centenas de canais de televisão e rádio.[6] A antiga posição foi partilhada com emissoras de vários países europeus, enquanto a nova posição de 28,5°E passou a ser utilizada quase exclusivamente para canais que transmitem para o Reino Unido e Irlanda. No entanto, no início de 2006, a maioria dos canais recebeu nova numeração, com alguns recebendo alterações de um dígito, enquanto outros receberam inteiramente novos números. A Sky é atualmente transmitido a partir dos satélites Astra localizados a 28,2° leste (2A/2C/2E/2F) e do satélite Eutelsat 28A da Eutelsat a 28,5°E.

### Transmissões de definição padrão
As transmissões de definição padrão da Sky são em MPEG-2 compatível com DVB, com os canais Sky Cinema e Sky Box Office incluindo trilhas sonoras Dolby Digital opcionais para filmes recentes, embora só sejam acessíveis com set-top box Sky+. O material Sky+ HD é transmitido usando MPEG-4 e a maior parte do material HD usa o padrão DVB-S2. Os serviços interativos e o EPG de 7 dias usam o sistema proprietário OpenTV, com decodificadores incluindo modems para um caminho de retorno. Sky News, entre outros canais, fornece um serviço interativo de pseudo-vídeo sob demanda, transmitindo fluxos de vídeo em loop.

### Receptores digitais de satélite
A Sky utiliza o sistema de codificação de TV paga VideoGuard de propriedade da NDS, uma empresa Cisco Systems. Existem controles rígidos sobre o uso de decodificadores VideoGuard; eles não estão disponíveis como DVB CAMs (módulos de acesso condicional) independentes. A Sky tem autoridade de projeto sobre todos os receptores digitais de satélite capazes de receber seus serviços. Os receptores, embora projetados e construídos por fabricantes diferentes, devem estar em conformidade com a mesma aparência de interface de usuário que todos os outros. Isso se estende à oferta de gravador de vídeo pessoal (PVR) (marca Sky+).

### Guia de programação eletrônico

#### Tecnologia
A Sky mantém um guia eletrônico de programação (EPG) que fornece informações sobre os próximos programas e uma lista de canais. Os canais disponíveis no Sky recebem um número de canal lógico de três dígitos que pode ser inserido em um controle remoto para acessar o canal e determina em que ordem os canais são listados.
O EPG na Irlanda dá prioridade aos canais irlandeses. Todos os canais são agrupados em categorias dependendo do seu conteúdo. A seção do EPG alocada a um canal é determinada pelas regras estabelecidas pela Sky Ireland. A Sky Ireland não tem veto sobre a presença de canais no seu EPG. Qualquer canal que possa ser transportado em um feixe adequado de um satélite a 28° Leste tem direito ao acesso ao EPG da Sky mediante o pagamento de uma taxa. Canais de terceiros que optam pela criptografia recebem descontos que vão desde preço reduzido até entradas gratuitas no EPG, transporte gratuito em um transponder alugado pela Sky ou pagamento efetivo pelo transporte. No entanto, mesmo neste caso, a Sky não tem qualquer controle sobre o conteúdo do canal ou questões de transporte, como qualidade da imagem.
Em outubro de 2007, a controladora da Sky, Sky plc (então BSkyB), anunciou que não aceitaria novos aplicativos para lançar canais em seu EPG, citando "restrições de memória muito significativas" em muitos de seus digiboxes mais antigos. Em junho de 2012, a Sky Ireland lançou um novo EPG para caixas Sky+ HD. A atualização apresenta uma nova aparência modernizada e funcionalidade aprimorada.

## Sky Ireland Broadband
Em fevereiro de 2013, a BSkyB lançou o seu produto de banda larga e telefone na Irlanda e fez progressos significativos no mercado irlandês como um dos poucos fornecedores que oferecem 'triple play' (telefone, banda larga e TV digital) ao público. Como os serviços de banda larga e telefone da Sky utilizam a rede telefónica existente (OLL e não-LLU) e, como resultado, estão amplamente disponíveis. A Sky Ireland oferece banda larga de fibra, utilizando a rede do antigo operador histórico, eir, com velocidades de até 100 Mbit/s desde 26 de dezembro de 2014. Em setembro de 2019, a Sky tinha uma participação de mercado de 13% em assinaturas de banda larga.

## Canais de televisão
A Sky e suas empresas irmãs operam vários canais no Reino Unido e na Irlanda, sendo alguns deles joint ventures com outras empresas:

### Ativos

#### Entretenimento
- Sky Showcase (SD e HD)
- Sky Max
- Sky Atlantic
- Sky Comedy
- Sky Witness (SD e HD)
- Sky Replay
- Sky Sci-Fi
- Sky Mix
- Comedy Central (joint venture com Paramount Global)
- Comedy Central Extra (joint venture com Paramount Global)
- Challenge

#### Estilo de Vida
- Blaze[9] (joint venture com A+E Networks UK)

#### Fatuais
- Sky Arts
- Sky Crime
- Sky Documentaries
- Sky History (joint venture com A+E Networks UK)
- Sky History 2 (joint venture com A+E Networks UK)
- Sky Nature
- Crime & Investigation (joint venture com A+E Networks UK)[9]

#### News
- Sky News (SD e HD)
- Sky News Arabia (joint venture com Abu Dhabi Media Investment Corporation (ADMIC))

#### Sports
- Sky Sports Main Event (SD e HD)
- Sky Sports Premier League (SD e HD)
- Sky Sports Football
- Sky Sports Cricket
- Sky Sports Golf (SD e HD)
- Sky Sports F1
- Sky Sports Action
- Sky Sports Arena
- Sky Sports Darts
- Sky Sports Mix
- Sky Sports News (SD e HD)
- Sky Sports NFL
- Sky Sports Racing
- Sky Sports Tennis

#### Filmes
- Sky Cinema Premiere
- Sky Cinema Select
- Sky Cinema Hits
- Sky Cinema Greats
- Sky Cinema Animation
- Sky Cinema Family
- Sky Cinema Action
- Sky Cinema Comedy
- Sky Cinema Thriller
- Sky Cinema Drama
- Sky Cinema Sci-Fi Horror

#### Infantil
- Sky Kids
- Nickelodeon (joint venture com Paramount Global)
- Nicktoons (joint venture com Paramount Global)
- Nick Jr. (joint venture com Paramount Global)
- Nick Jr. Too (joint venture com Paramount Global)

Alguns outros canais disponíveis na plataforma Sky também veiculam publicidade irlandesa, como os canais disponibilizados pelo Channel 4.